# Liste des conseillers généraux de la Corse-du-Sud
Cette page présente la liste des conseillers généraux de la Corse-du-Sud.

## Composition du Conseil Général de laCorse-du-Sud(22 sièges)
| Parti                             | Sigle | Élus |
| --------------------------------- | ----- | ---- |
| Majorité (12 sièges)              |       |      |
| Divers droite                     | DVD   | 7    |
| Union pour un mouvement populaire | UMP   | 5    |
| Opposition (8 sièges)             |       |      |
| Divers gauche                     | DVG   | 5    |
| Parti radical de gauche           | PRG   | 2    |
| Parti socialiste                  | PS    | 1    |
| Nationalistes (2 sièges)          |       |      |
| Nationalistes                     | REG   | 2    |
| Président du Conseil Général      |       |      |
| Jean-Jacques Panunzi (UMP)        |       |      |

## Liste des conseillers généraux de laCorse-du-Sud
| Canton                       | Circ | Conseiller général          | Parti | Série |
| ---------------------------- | ---- | --------------------------- | ----- | ----- |
| Arrondissement d'Ajaccio     |      |                             |       |       |
| Canton d'Ajaccio-1           | 1    | Aghitella Pietri-Mistre**   | UMP   | 2014  |
| Canton d'Ajaccio-2           | 1    | Pierre-Jean Luciani         | DVD   | 2008  |
| Canton d'Ajaccio-3           | 1    | François Casasoprana        | PS    | 2011  |
| Canton d'Ajaccio-4           | 1    | Stéphane Vannucci           | DVD   | 2011  |
| Canton d'Ajaccio-5           | 1    | Pierre Cau                  | DVD   | 2011  |
| Canton d'Ajaccio-6           | 2    | Nathalie Ruggeri *          | UMP   | 2009  |
| Canton d'Ajaccio-7           | 1    | Marie-Thérèse Baranovsky*** | DVG   | 2014  |
| Canton de Bastelica          | 2    | Paul-François Pellegrinetti | DVG   | 2011  |
| Canton de Celavo-Mezzana     | 1    | Alexandre Sarrola           | DVG   | 2008  |
| Canton de Cruzini-Cinarca    | 1    | Michel Pinelli              | DVD   | 2008  |
| Canton des Deux-Sevi         | 1    | Nicolas Alfonsi             | PRG   | 2011  |
| Canton des Deux-Sorru        | 1    | Francois Colonna            | DVD   | 2008  |
| Canton de Santa-Maria-Siché  | 2    | Pierre-Paul Luciani         | DVD   | 2008  |
| Canton de Zicavo             | 2    | Marcel Francisci            | UMP   | 2011  |
| Arrondissement de Sartene    |      |                             |       |       |
| Canton de Bonifacio          | 2    | Claude Degott-Serafino      | DVG   | 2011  |
| Canton de Figari             | 2    | Jean-Baptiste Giuseppi      | DVG   | 2008  |
| Canton de Levie              | 2    | Sébastien Marc Rocca Serra  | DVD   | 2011  |
| Canton d'Olmeto              | 2    | José-Pierre Mozziconacci    | DVG   | 2011  |
| Canton de Petreto-Bicchisano | 2    | Paul-Joseph Caitucoli       | REG   | 2008  |
| Canton de Porto-Vecchio      | 2    | Jean-Christophe Angelini    | REG   | 2011  |
| Canton de Sartène            | 2    | Pierre Versini              | UMP   | 2008  |
| Canton de Tallano-Scopamène  | 2    | Jean-Jacques Panunzi        | UMP   | 2008  |

- après le décès de Jean Casili
  - Remplace Laurent Marcangeli pour cumul des mandats.
    - Remplace Jean-Louis Luciani pour cumul des mandats.